# Good To Be Gone
«Good To Be Gon»e es el segundo sencillo del grupo femenino de éxito Inglés Sugababes, que aparece en el álbum de grandes éxitos Overloaded: The Singles Collection.

## El sencillo
«Good to Be Gone» va a ser el segundo sencillo del grupo Sugababes para el disco de los Grandes éxitos "Overloaded - The Greatest Hits Collection". El sencillo se publicará a finales de enero del 2007, y contará con las voces de Heidi, Keisha y la nueva componente del grupo, Amelle.
Después del éxito del sencillo "Easy", que llegó al #9 en el Reino Unido, al #1 en Irlanda, al #5 en China y al #6 en Australia, entre otros, "Good To Be Gone" será el 18th single de su larga carrera musical.
Finalmente, y debido al próximo lanzamiento del sencillo "Walk This Way", junto con el grupo Girls Aloud, el sencillo ha sido cancelado y sin planes futuros de publicarlo. Además, las ventas de su Greatest Hits Collection no fueron tan buenas como Island Records UK se esperaba, dejando de lado la promoción del álbum, y la cancelación de este sencillo.
Sugababes está preparando lo que será su próximo nuevo álbum, posiblemente publicado a finales del 2007 en todo el mundo.

## Canciones
CD 1:
1. Good To Be Gone [Radio Edit]
2. Good To Be Gone [Vocal Mix]
3. In Recline
4. Good To Be Gone [VideoClip]

CD 2:
1. Good To Be Gone [Radio Edit]
2. Good To Be Gone [12" Club Radio Mix]
3. Good To Be Gone [Dub Vocal Mix]
4. Easy [Radio Vocal Mix]
5. In Recline
6. Good To Be Gone [Videoclip]

## Posicionamiento
| Listas (2006)                 | Posiciones |
| ----------------------------- | ---------- |
| UK Singles Chart              |            |
| Finnish Singles Chart         |            |
| Irish Singles Chart           |            |
| German Singles Chart          |            |
| Swiss Singles Chart           |            |
| French Singles Chart          |            |
| China Singles Chart           |            |
| Japan ORICON Singles Chart    |            |
| Australian ARIA Singles Chart |            |

- Datos: Q5883441